# 油鬼子 (电影)
《油鬼子》 是1976年何梦华導演的香港恐怖片、色情片，由李修贤等領銜主演；故事讲述一个人为了暗恋的女孩，使用了降头术的故事。

## 劇情簡介
故事地點发生於南洋，某日，身患疾病导致行动力障碍的沈元（李修贤飾）在一次意外中得知了“油降头”，得到此降头术会意外的变强，而其本身是律师，见过很多不公平的事情，于是他决定用这个方式来保护心爱的人维护公平正义。
可是最后他却因为这件事情而丢了本心。
最终，他死在降头术的弱点之下。

## 演员表
- 李修贤
- 陈萍
- 徐忠信
- 徐虾
- 黄培基
- 谷峰
- 李钊

## 相關連結
- 豆瓣电影上《油鬼子》的资料 （页面存档备份，存于）
- 互联网电影数据库（IMDb）上《油鬼子》的资料（英文）